# مصرف أمين العراق الإسلامي للاستثمار والتمويل
 مصرف أمين العراق الإسلامي للاستثمار والتمويل  مصرف عراقي أهلي أُسس عام 2018، يبلغ رأس المال للمصرف 100 مليار دينار.